# Microterys tessellatus
Microterys tessellatus är en stekelart som först beskrevs av Johan Wilhelm Dalman 1820.  Microterys tessellatus ingår i släktet Microterys och familjen sköldlussteklar. Arten är reproducerande i Sverige. Inga underarter finns listade i Catalogue of Life.